# Rychówko
Rychówko (in tedesco: Klein Reichow) è un villaggio polacco del distretto di Białogard, nel voivodato della Pomerania Occidentale. Si trova a circa 11 kilometri a sud-ovest di Białogard e circa 100 chilometri a nord-est della capitale del voivodato, Stettino. Prima del 1945 l'area faceva parte della Prussia, Impero Tedesco. Tra gli anni 1975 – 1998 il villaggio apparteneva al voivodato di Koszalin. Nel 2007 il villaggio contava 69 abitanti.

## Società

### Evoluzione demografica
- 128[1] – censimento del 1852

## Geografia
Il villaggio si trova a circa 11 chilometri a sud-ovest di Białogard, a circa 3 chilometri a sud-est di Rychowo, tra Białogard e la località di Sławoborze ed è raggiungibile da una strada passante per Stanomino. A circa 1,4 chilometri a sud-ovest del villaggio si trova uno dei punti più alti del comune, il colle Iwki (Giefken Berg) (115 m s.l.m.), e a circa 1,2 chilometri a sud-ovest, il colle Gawronie (Rabens Berg). Nella zona sono presenti diversi sfagneti. Nel parco della chiesa è presente un laghetto eutrofico dove crescono tigli.

## Storia
Rychówko è un antico feudo della famiglia Podewils, a cui apparteneva fino ai primi anni dell'Ottocento. Nel 1732 si componeva di quattro parti, in modo che i proprietari cambiassero frequentemente. Friedrich Wilhelm von Podewils riunì l'intera proprietà nelle sue mani e la vendette nel 1782 al suo genero Karl Ernst August von der Groeben. A causa di un decreto del gabinetto del re Federico Guglielmo III, Daniel Ziemer ne divenne il proprietario il 14 maggio 1803. La località di 300 ettari appartenne alla famiglia Ziemer fino alla fine della Seconda Guerra Mondiale. Nel 1865 il paese contava 151 abitanti e consisteva in 14 abitazioni, una scuola e 19 fabbricati agricoli.
Fino al 1928, Klein Reichow era una comunità indipendente. Questa indipendenza andò perduta quando il luogo fu inglobato nel comune di Schinz (Sińce). Nel 1935 nella foresta furono scoperti kurgan (tumuli funerari) datati tra il 1400 a.C. e il 1200 a.C. che indicano l'insediamento di popoli germanici in questa zona, che conquistarono la Pomerania. Nel 1939 il numero degli abitanti salì a 200. L'ultimo sindaco tedesco è stato Erich Beilfuss. Il tribunale distrettuale competente era quello di Belgard.
Il 3 marzo 1945, le truppe sovietiche entrarono a Sager e occuparono il villaggio. L'espulsione della popolazione tedesca iniziò nell'autunno dello stesso anno. Klein Reichow divenuta polacca cambiò nome in Rychówko e ora fa parte del comune rurale di Białogard.

## Chiesa
Klein Reichow e Groß Reichow (Rychowo) formavano una parrocchia unica e con la parrocchia di Standemin (Stanomino) costituiva la diocesi di Standemin. Il patrocinio della chiesa per Klein Reichow fu esercitato dalle famiglie dei proprietari terrieri Ziemer e Beilfuss, mentre per Groß Reichow dalla famiglia Holtzendorff di Podewils. Fino al 1945 la chiesa si trovava nella diocesi di Belgard (provincia ecclesiastica della Pomerania) della chiesa evangelica dell'Unione prussiana. Oggi Rychówko appartiene alla diocesi di Koszalin di culto cattolico-romano e non avendo una chiesa, il luogo di culto è a Białogard.

### Chiesa di Rychówko
La chiesa di Klein Reichow era un imponente edificio del 1857 che sorgeva sul sito di un'antica chiesa fatiscente in legno del 1608. Tuttavia, l'edificio rimase in piedi per appena cento anni, perché nel 1945, con il termine della Seconda Guerra Mondiale, fu distrutta.

### Cimitero di Rychówko
Il villaggio presenta un cimitero inattivo:
- Un cimitero evangelico di 0,35 ettari nella parte settentrionale del villaggio, nel cui sottobosco crescono edera e mughetto.

## Letteratura
- Comitato distrettuale di Belgard-Schivelbein: Contea di Belgard. Storia del comitato distrettuale della Pomerania. Comitato distrettuale di Belgard-Schivelbein, Celle 1989. (DE)
- Andrzej Świrko: Palazzi, manieri e castelli lungo il bacino del Parsęta. Organizzazione Turistica Polacca, 2005. (PL)

## Economia
Nel villaggio si allevano bovini e suini e si coltivano arbusti da frutto, principalmente lamponi.

## Infrastrutture e trasporti
C'è una fermata dell'autobus oltre a un sentiero turistico locali che attraversa il villaggio:
- Il sentiero dei paesaggi e dei parchi del comune di Białogard – per ciclisti.